# Picea koraiensis
Il peccio coreano (Picea koraiensis Nakai, 1919) è una specie di peccio, appartenente alla famiglia delle Pinaceae, originaria della Corea del Nord, della Russia (Primorskij) e della Cina (Heilongjiang, Jilin, Liaoning e Mongolia Interna).

## Etimologia
Il nome generico Picea, utilizzato già dai latini, potrebbe, secondo un'interpretazione etimologica, derivare da Pix picis = pece, in riferimento all'abbondante produzione di resina. Il nome specifico koraiensis fa riferimento alla Penisola coreana, areale nativo della specie.

## Descrizione

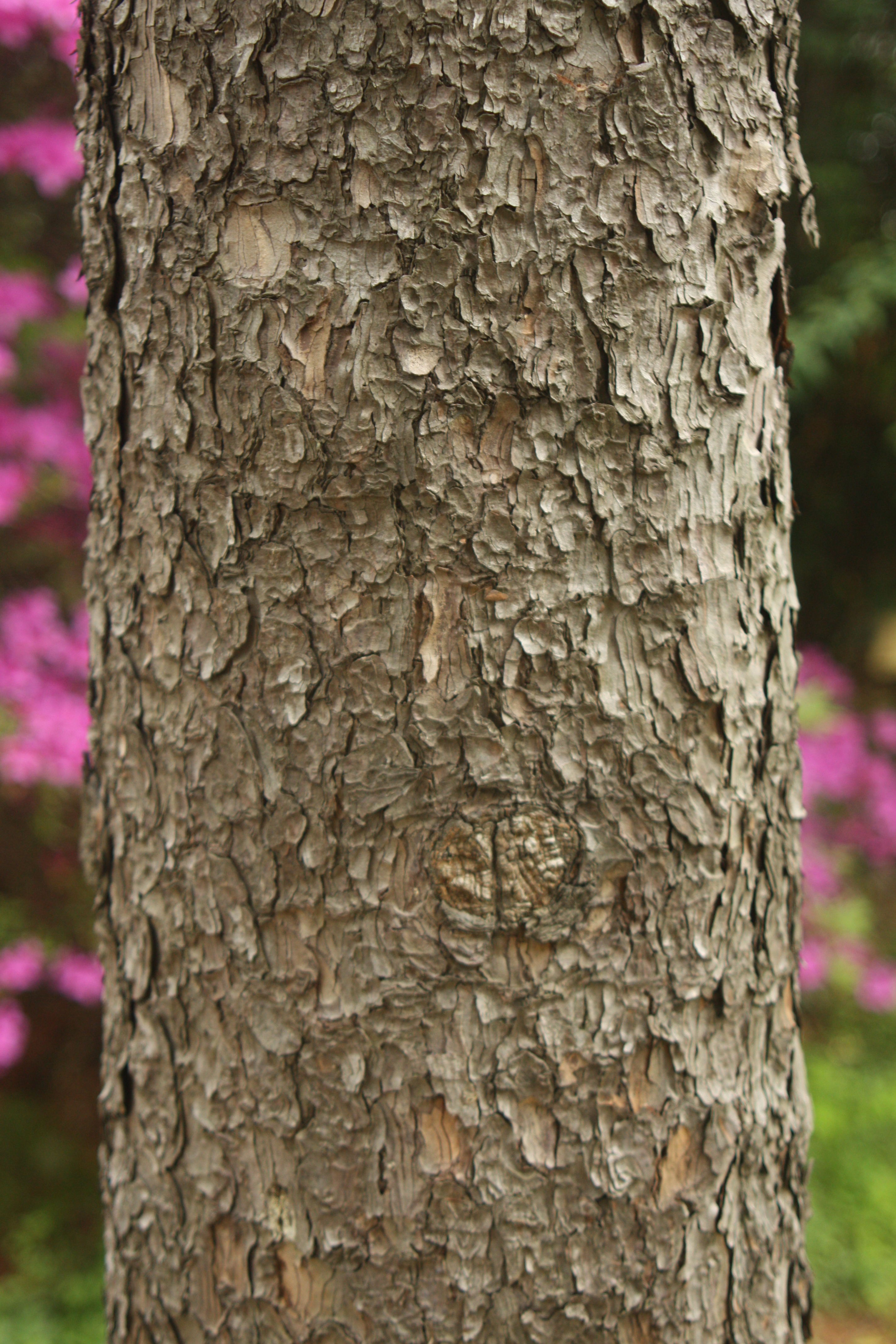
Corteccia

### Portamento
Albero alto fino a 30 m con tronco che può raggiungere 0,8 m di diametro, con chioma piramidale; i virgulti sono di colore arancione-marrone, glabri o con pubescenze sparse.

### Foglie
Le foglie sono aghiformi, di colore verde-bluastro scuro, lunghe 12-22 mm, a sezione rombica, con parecchie linee stomatiche. Le gemme vegetative sono ovoidali-coniche, leggermente resinose, di colore marrone-rossastro.

### Frutti
I coni femminili sono conici-cilindrici, lunghi 4-8 cm e larghi 2 cm, di colore marrone pallido a maturazione, dopo 5-7 mesi dall'impollinazione. I macrosporofilli sono rigidi, arrotondati. I semi, di colore grigio scuro, sono lunghi circa 4 mm, con parte alata oblunga-obovata, lunga fino a 1,2 cm e di colore marrone pallido. L'impollinazione avviene tra maggio e giugno e i semi maturano in settembre-ottobre.

### Corteccia
La corteccia, di colore grigio o rosso-marrone, si sfoglia facilmente.

## Distribuzione e habitat
Cresce sulle montagne contigue al mar del Giappone a quote comprese tra 1000 e 1500 m, prediligendo i pendii o le rive dei corsi d'acqua, su suoli eterogenei, anche alluvionali; il clima dell'habitat è fresco, con inverni nevosi e precipitazioni annue superiori ai 1000 mm. Si ritrova in foreste miste con altre conifere come Abies nephrolepis, Pinus sibirica, Larix gmelinii var. olgensis e Picea obovata.

## Tassonomia
Viene accettata una varietà:
- Picea koraiensis var. pungsanensis - endemica dell'altopiano di Kaema in Corea del Nord

## Usi
Il peccio coreano ha importanza economica per lo sfruttamento del suo legno, benché minore rispetto a quella di P. jezoensis a causa dell'areale meno esteso; viene utilizzato localmente in edilizia e nell'industria cartaria. In Finlandia e in Russia settentrionale sono state riforestate ampie aree con questa specie, mentre la sua coltivazione in orti e giardini botanici non è molto comune.

## Conservazione
Tra gli anni 70 e gli anni 90 è stata sfruttata abbondantemente in Cina, deforestazione che attualmente continua nella parte di areale in territorio russo; tuttavia il declino della specie, la cui popolazione è abbondante nell'areale nativo, è ancora sostenibile e pertanto viene classificata come specie a rischio minimo (least concern in inglese) nella Lista rossa IUCN.